# Garbe (Landwirtschaft)

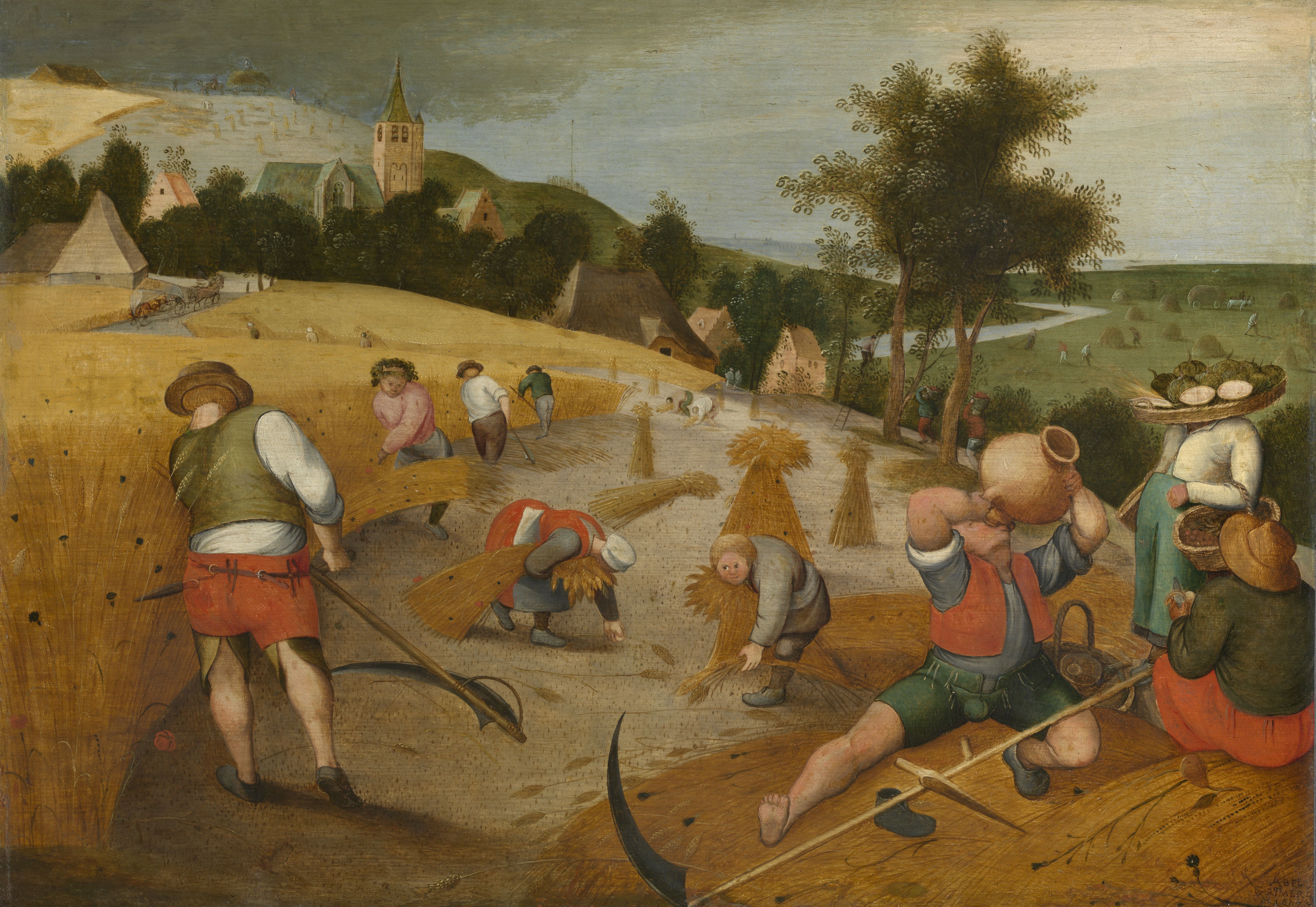
Bündeln und Zusammenstellen von Garben

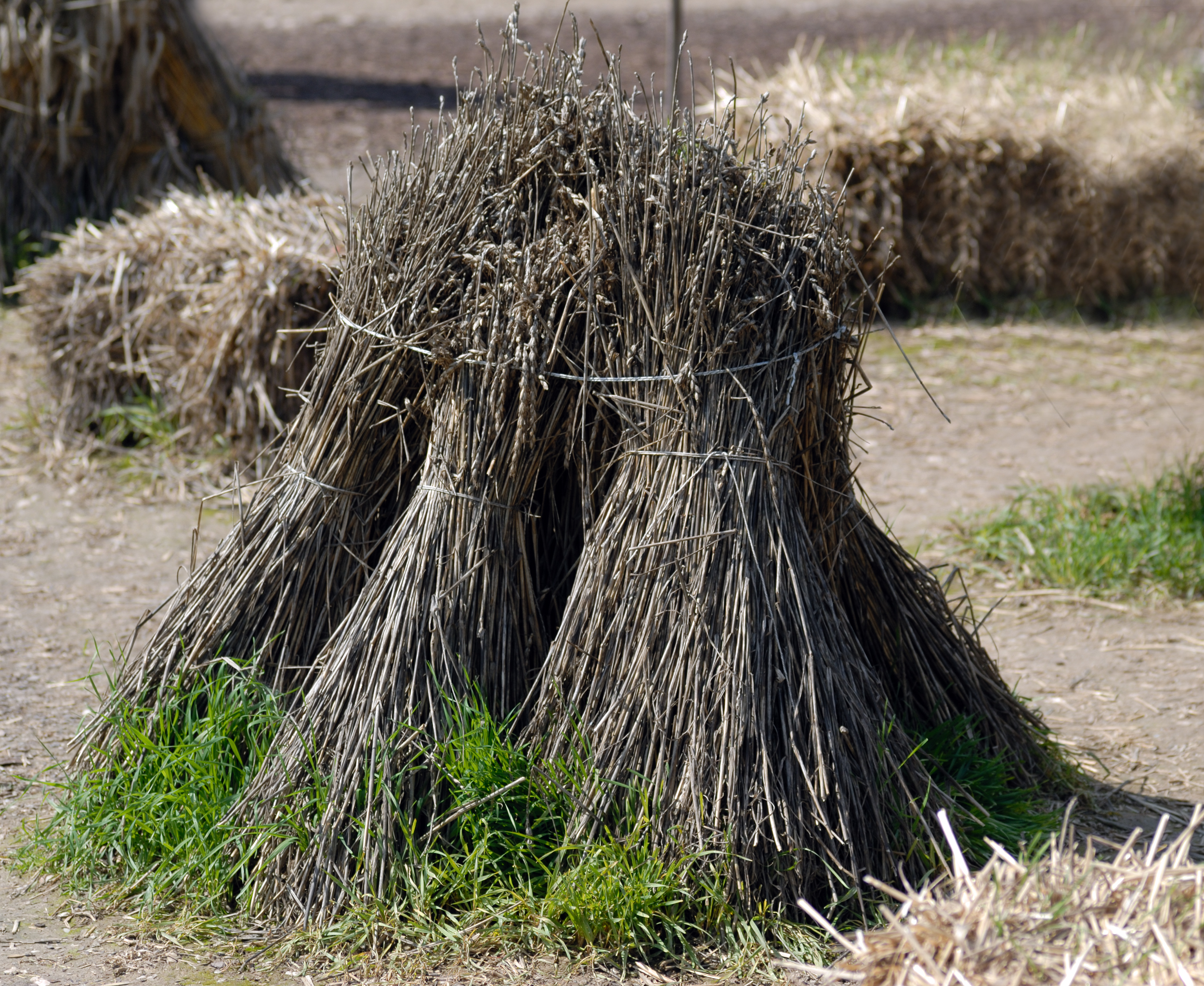
Zu einer Dieme zusammengestellte Dinkelgarben

Eine Garbe (regional auch Bürde) ist in der Landwirtschaft ein Bündel aus Getreidehalmen oder anderer Fruchtstängel, einschließlich der sich am oberen Ende befindenden Ähren, die bei den vor Einführung des Mähdreschers üblichen Ernteverfahren entweder von Hand mit Stricken aus Hanffaser und Stroh oder mechanisch mit dem Mähbinder zusammengebunden wurden. Mehrere Garben werden auf dem Feld zu Diemen zum Trocknen zusammengestellt.
Früher wurde unter anderem in Mitteleuropa das Getreide bei der Getreideernte mit der Sichel, Sichte oder Sense gemäht und anschließend zu Garben gebündelt, indem man einige Halme um das Bündel wickelte, um es zusammenzuhalten. Zum Trocknen des Getreides stellte man mehrere Garben gegeneinander gelehnt auf dem Feld zusammen.
Mit voranschreitender Mechanisierung in der Landwirtschaft wurde zunächst das Mähen des Getreides durch Mähmaschinen und später auch das Garbenbinden durch die Mähbinder mechanisiert. Bei den Mähbindern erfolgte das Zusammenbinden der Garben nicht mehr mit Getreidehalmen, sondern einem speziellen Bindegarn.
Nach dem Trocknen der Garben wurden diese auf speziell umgerüstete Anhänger geladen und in einer Scheune zwischengelagert, um in einer arbeitsärmeren Zeit ausgedroschen zu werden. Manchmal wurde auch auf das Zwischenlagern verzichtet und sofort gedroschen. 
Zum Lösen der getrockneten Garben gab es spezielle Messer, die regional verschiedene Formen hatten, z. B. wie ein offener Schlagring, der an Stelle der Schlagfläche eine dünne Schneide besitzt, oder u-förmig, wobei eine Senkrechte der Griff ist, die andere die Schneide und die Verbindung beider zugleich als Handschutz dient. Auch Formen wie ein Faustmesser waren nicht unüblich. Das Garbenmesser bewahrte die Bewegungsfreiheit der Finger zwischen den Schneideakten. 
Als „gemeine Figuren“ spielen Garben in der Heraldik eine Rolle.